# Dispositif routier de retenue

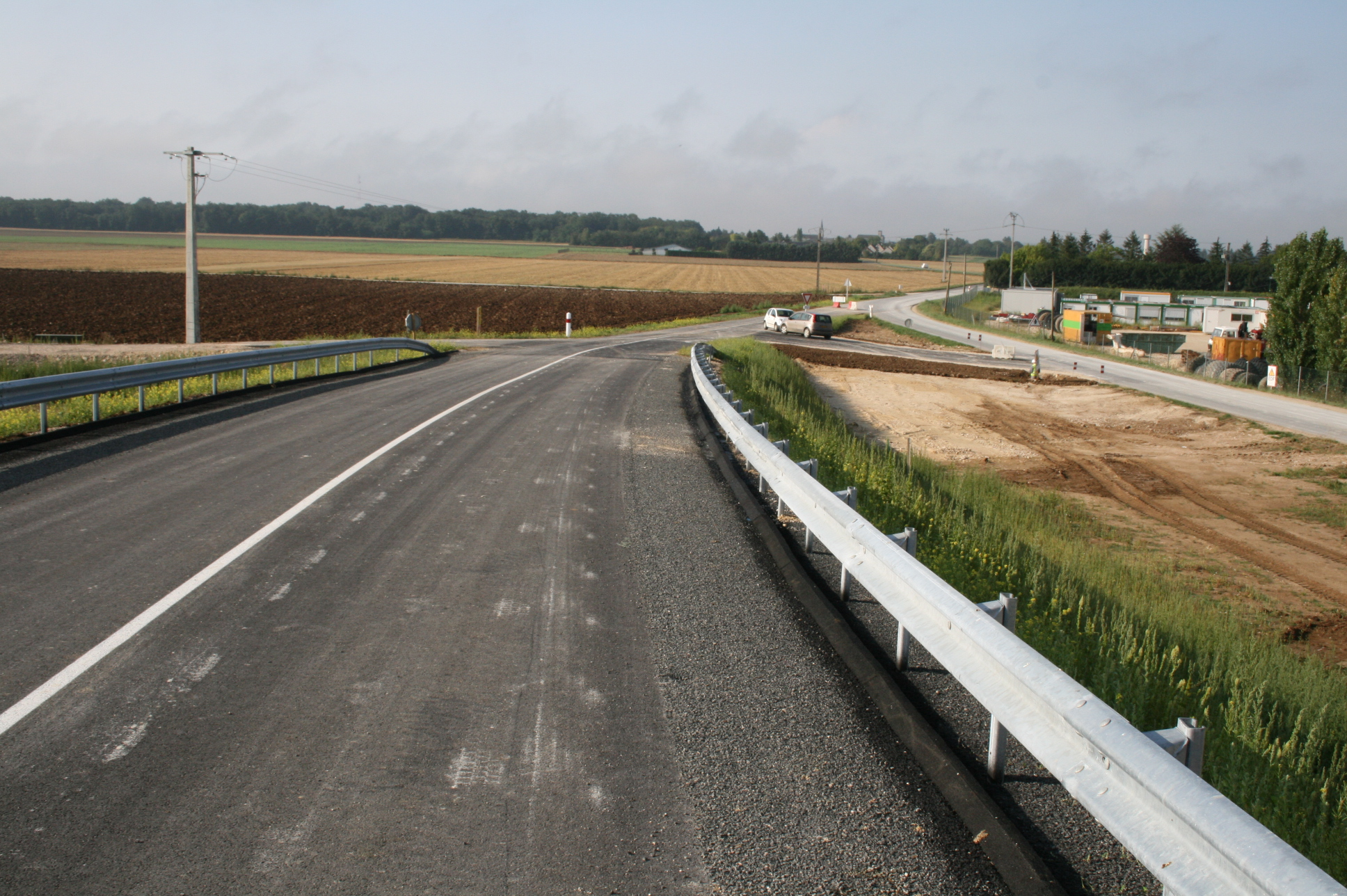
Glissières de sécurité.

Un dispositif de retenue routier est un terme général désignant « les dispositifs de retenue de véhicules et les dispositifs de retenue pour piétons utilisés sur les routes ».
Un dispositif de retenue des véhicules est un « dispositif installé sur les routes pour fournir un niveau de retenue pour un véhicule en détresse ».
Ce dispositif de retenue de véhicule comprend : les barrières de sécurité (sur et hors ouvrage d'art), les extrémités, les raccordements, les atténuateurs de choc et les lits d'arrêt.
Les dispositifs de retenue des piétons sont en fait des garde-corps.

## Histoire
La recherche sur les dispositifs de retenue des véhicules a débuté vers les années 1962/1963. Très vite, la méthode expérimentale est apparue comme la seule possible. En France les premiers essais ont été faits sur une piste à Bron près de LYON) en 1964. L'organisme chargé de ces essais s'est appelé I'ONSER (Organisme national de sécurité Routière) puis INRETS (Laboratoire du choc) : Institut national de recherches et d'études des transports et de sécurité, pour être à ce jour le LIER : Laboratoire INRETS Équipement routier.
Au début, I'unique objectif était de retenir un véhicule léger. Or les premiers dispositifs essayés se sont avérés inefficaces et il a fallu 7 à 8 ans de recherches pour mettre au point une panoplie de solutions efficaces : les glissières.
Vers la fin des années soixante, à la suite d'accidents graves, un deuxième objectif plus ambitieux a été visé : retenir un autocar de 12 t. Là également les premiers dispositifs essayés se sont avérés inefficaces et il a fallu 6 à 7 ans de recherches et d'essais pour que I'on puisse mettre au point des produits que I'on a choisi d'appeler « barrières ».
Ceci a constitué la base de la terminologie jusqu'à récemment. Actuellement compte tenu de l'évolution du trafic et de la nature du parc du poids lourds, les études visent à mettre au point des barrières destinées à la retenue de poids lourds de 16 t, voire 38 t.

## Contexte européen
Avec la création d'un marché commun européen issu de la signature du traité de Rome, la Directive des Produits de Construction (DPC) instaure le marquage CE et impose que tout produit mis sur le marché doit être muni du marquage CE.
L'arrêté DAEI (signé par le Directeur des Affaires Économiques et Internationales) définit les produits soumis au marquage CE. Les dispositifs de retenue routiers sont donc à ce titre, soumis au marquage CE.
Ainsi, dès 1998, les États membres européens ont commencé la rédaction des normes européennes. Ce sont des normes performantielles de la série EN 1317 :
- NF EN 1317-1 : Terminologie et dispositions générales pour les méthodes d'essais ;
- NF EN 1317-2 : Classes de performance, critères d'acceptation des essais de choc et méthodes d'essai pour les barrières de sécurité ;
- NF EN 1317-3 : Atténuateurs de choc - Classes de performance, critères d'acceptation des essais de choc et méthodes d'essai ;
- NF EN 1317-4 : Classes de performance, critères d'acceptation des essais de choc et méthodes d'essai pour les raccordements et les sections de barrières amovibles. (cette norme est en cours d'écriture et viendra remplacer la norme expérimentale XP ENV 1317-4 concernant les raccordements et les extrémités) ;
- NF EN 1317-5 : Exigences relatives aux produits et l'évaluation de la conformité des dispositifs de retenue des véhicules (Il s'agit de la norme harmonisée) ;
- NF EN 1317-7 : Classes de performances, critères d'acceptation des essais de choc et méthodes d'essai pour les extrémités des barrières de sécurité (cette norme est en cours d'écriture et viendra remplacer la norme expérimentale XP ENV 1317-4 concernant les raccordements et les extrémités) ;

En plus de ces normes vient s'ajouter deux documents qui ne sont pas destinés à devenir des normes et qui ne sont donc pas d'application obligatoire :
- TR EN 1317-6 : Dispositifs de retenue pour piétons - garde-corps (Il s'agit d'un rapport technique (Technical Report en anglais) qui contient des informations techniques)
- TS EN 1317-8 : Dispositifs de retenue routiers pour motos réduisant la sévérité de choc en cas de collision de motocyclistes avec les barrières de sécurité (Il s'agit d'une spécification technique (Technical Specification en anglais) qui n'a pas eu assez d'approbations pour devenir une norme mais qui, lors d'un vote futur, sera susceptible de devenir une norme au vu des retours d'expérience que l'on a constaté par la mise en application de ce document) ;

## Garde-corps
Les garde-corps courants sont conçus pour assurer la sécurité des personnes. Cependant un garde-corps, surtout renforcé, peut retenir des voitures légères dans des conditions de chocs relativement favorables. On ne parlera cependant pas de dispositif de retenue contre les sorties de véhicule.

## Les barrières de sécurité
Le terme « glissières » est abandonné dans les normes NF EN (normes européennes traduites en français) dans son sens général et n’est conservé que pour les modèles dits « glissières simples GS » à éléments de glissement en profilé de type A ou B.
Selon leur mode de fonctionnement, on distingue deux types de barrières de sécurité :
- La barrière souple « qui se déforme lors d’un choc et qui peut conserver une déformation après le choc[3] ». Ceci inclut les barrières souples ayant une déformation dont une partie est permanente, de grandeur variable, et les barrières élastiques qui admettent une déformation dont la plus grande part est instantanée et non-permanente. Ces dernières sont peu utilisées en France pour diverses raisons (flèches parfois importantes, risques secondaires, problèmes d 'implantation... ).
- La barrière rigide « qui présente une déflexion négligeable lors d’un choc de véhicule » [4] ». Si la déformation est un tant soit peu importante, la barrière se brise et ne peut plus fonctionner.

On distingue aussi la barrière simple « conçue pour n’être heurtée que d’un seul côté » de la barrière double qui est conçue pour être heurtée de chaque côté.